# Bred minipiga
Bred minipiga (Scymnus pallipediformis) är en skalbaggsart som beskrevs av Albert Günther 1958. Scymnus pallipediformis ingår i släktet Scymnus, och familjen nyckelpigor. Arten är reproducerande i Sverige.